# Sara Henze

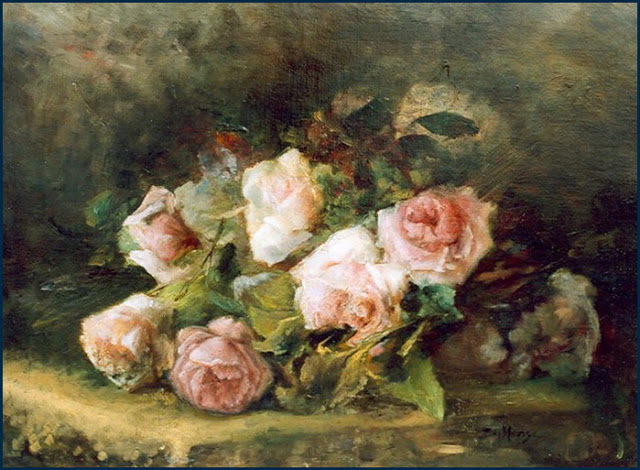
Een stilleven met rozen

Sara Henze ook wel geschreven als Sara Hense (Zeist, 13 maart 1857 –  aldaar, 26 februari 1936) was een Nederlands kunstschilder. Ze woonde en werkte in Zeist, van 1879 tot 1881 onderbroken door periodes in Duitsland, Zwitserland en Engeland. Ze studeerde in Duitsland, Genève en Oxford. Ze was een leerling van M.C.J.H. Roosenboom.
Haar werk betreft bloemstillevens; schilderijen en aquarellen van bloemen. Zelf gaf ze les aan E.F. Nieuwenhuis.
Haar werk werd tentoongesteld in Rotterdam (1894), Amsterdam (1895), Den Haag (1896), Arnhem (1901) en Leeuwarden (1903).

## Familierelaties
Sara Henze was een dochter van Nestorius Henze, die eveneens kunstschilder was.